# Colonia 18 de Marzo (Rosamorada, Nayarit)
Colonia 18 de marzo es un ejido que se creo el 21 de marzo de 1943; se localiza en el municipio de Rosamorada, en el estado de Nayarit. Está a 10 metros de altitud. El clima de la localidad es cálido subhúmedo y templado lluvioso, la temperatura media anual es de 25.6 °C. Su código postal es 63640 y su clave lada es 319. La población es mayormente mestiza y habla español.

## Economía
Su principal actividad económica es en el sector primario, donde se desarrolla la agricultura, la pesca y la ganadería. En la agricultura la principal producción son sorgo, chile, tabaco, jitomate, frijol, maíz, sandía, melón y mango, existe producción de otros frutos y hortalizas pero en menor proporción; la mayor parte de la producción agrícola es para venta a compradores que a su vez los venden en la región y mercados regionales de la capital nayarita y algunas veces de los estados vecinos, parte de la producción es también para consumo local. En la ganadería la producción se enfoca principalmente en la explotación de ganado vacuno, destinado básicamente al consumo local ya que se produce leche y sus derivados como quesos, requesón y jocoque, la carne de res para consumo humano y algunas veces se vende a compradores externos. En la actividad pesquera se produce principalmente tilapia y camarón, mismo que se vende a compradores externos y en parte es para el consumo local.

## Festividades
Día del Ejido.- Se festeja durante dos días, el 17 y 18 de marzo, a donde acuden los pobladores, visitantes de los pueblos cercanos y familiares que viven fuera; se realiza un desfile de las escuelas y los grupos sociales de la comunidad como los ejidatarios, los vaqueros y de la tercera edad, cada grupo presenta su reina que los representa en el desfile, se hacen acompañar con bandas que amenizan el evento en su recorrido por las principales calles del ejido. Desde una semana previa al evento se instalan juegos mecánicos que ofrecen sus servicios al público en general. El día 18 de marzo se ofrece una comida a toda la población y los visitantes que puede consistir en birria, pescado zarandeado, frijoles puercos, tortillas y agua fresca. Por la tarde se lleva a cabo un jaripeo baile que se instala en el campo deportivo del lugar.
Fiesta patronal.- Día de San Pedro, 29 de junio; desde temprano se ofician misas al santo patrono, se llevan a cabo bautizos y demás sacramentos religiosos, por la noche se lleva a cabo la quema de toro de luces y castillo de luces, y más tarde un baile en el salón de eventos de la localidad, denominado "casino ejidal". 

## Turismo

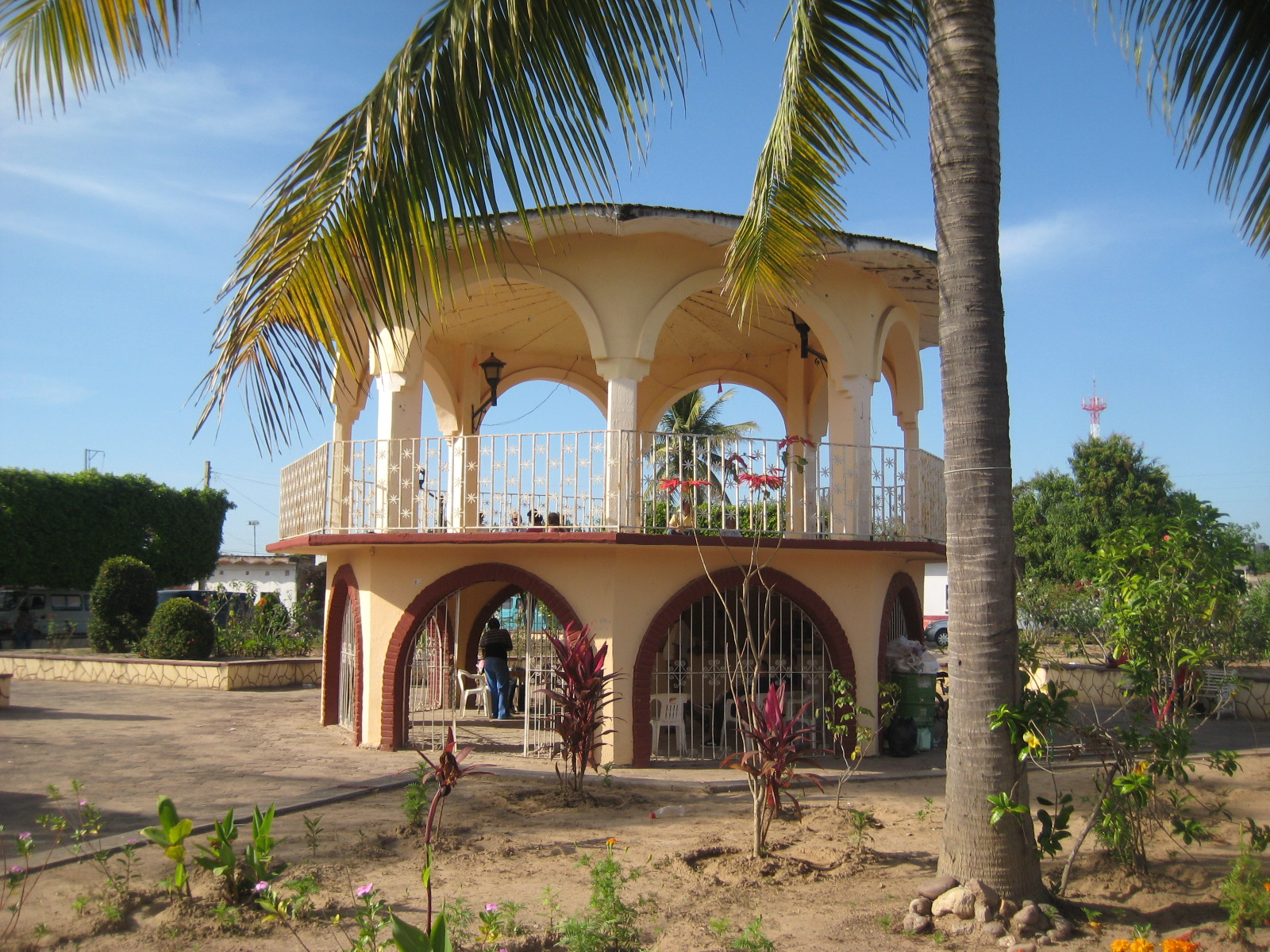
Plaza 18 de marzo

Plaza pública
Consiste en una plaza con un kiosco al centro y jardines alrededor de él, que se encuentra en el centro de la localidad, rodeada por la iglesia dedicada a San Pedro Apóstol, el jardín de niños Lázaro Cárdenas, el centro social para eventos techado denominado Casino Ejidal, el inmueble del comisariado ejidal así como el auditorio ejidal; algunos inmuebles particulares destinados a casa habitación y algunos abarrotes y la tienda Diconsa.
La Laguna de la Pesca
Donde se asienta la sociedad cooperativa denominada "Valle de Matatipac", la que cuenta con 55 socios; de donde se produce tilapia y camarón; en la que los días de Semana Santa los pobladores y algunos visitantes provenientes de los poblados vecinos acuden a una zona de la laguna para convivir, bañarse y consumir alimentos y bebidas.
Área deportiva
Consistente en una cancha de fútbol con gradas techadas, otra de béisbol igualmente equipada con gradas techadas, malla, bardas, pasto y sistema de riego; y una cancha de básquetbol de concreto.

## Escuelas
Jardín de niños.- "Lázaro Cárdenas" plantel ubicado a un costado de la iglesia, frente a la plaza en el centro de la localidad.
Primaria.- "Unidos de la Revolución"  ubicadas a la entrada del poblado a mano derecha. 
Secundaria.- Técnica número 41 "Mariano Escobedo"  plantel ubicado en la entrada del poblado a mano izquierda.